# Ronald R. Breaker
Ronald R. Breaker (* 1964 in Tigerton, Wisconsin) ist ein US-amerikanischer Molekularbiologe an der Yale University.

## Leben
Breaker erwarb 1987 an der University of Wisconsin in Stevens Point einen Bachelor in Biologie und Chemie und 1992 bei Peter Gilham an der Purdue University in West Lafayette (Indiana) einen Ph.D. in Biochemie. Als Postdoktorand arbeitete er bei Gerald Joyce am Scripps Research Institute in La Jolla, Kalifornien. Seit 1995 ist Breaker an der Yale University in New Haven (Connecticut), wo er heute (Stand 2012) Professor für molekulare, zelluläre und Entwicklungsbiologie sowie Professor für molekulare Biophysik ist. Zusätzlich forscht Breaker für das Howard Hughes Medical Institute.

## Wirken
Breaker entdeckte mit dem Riboswitch einen Mechanismus, in dem Metaboliten durch direkte Bindung an die sie codierende mRNA den Stoffwechselweg ihren eigenen Synthese regulieren. Riboswitche sind damit potentielle Zielmoleküle neuartiger Medikamente und könnten Gene regulieren, die mittels Gentherapie in Zellen eingebracht wurden.
Breaker gelang erstmals die Synthese einer enzymatisch wirksamen DNA, eines sogenannten Deoxyribozym – das Gegenstück einer enzymatisch wirksamen RNA heißt Ribozym. Weitere Forschungen Breakers befassen sich mit anderen Formen nichtcodierender RNA und der Rolle der RNA in der Evolution (siehe auch RNA-Welt-Hypothese).

## Auszeichnungen (Auswahl)
- 2004 Fellow der American Association for the Advancement of Science
- 2005 Eli Lilly and Company Research Award[2]
- 2006 NAS Award in Molecular Biology[3]
- 2013 Mitglied der National Academy of Sciences
- 2021 Mitglied der American Academy of Arts and Sciences